# Becoming Jane Austen
Becoming Jane Austen a fost cercetat și scris de către Jon Hunter Spence student al romancierei Jane Austen. Ea prezintă o versiune demi-biografică a vieții lui Jane Austen bazată pe interpretarea lui Spencer cu privire la romanul "Mândrie și Prejudecată" ca fiind modelat pe viața reală a lui Jane Austen, deși Austen însăși nu face această afirmație pentru romanul ei.
Becoming Jane Austen a fost publicat pentru prima dată în versiunea hardcover de Hambledon Continuum în 2003. În cronici, viața timpurie a lui Jane Austen,  întâlnirile ei și dezvoltarea relațiilor dintre Austen și Tom Lefroy, bazate pe scrisorile trimise de Jane Austen către sora ei Cassandra. Cartea a fost folosită ca bază pentru filmul Becoming Jane, care a fost lansat în ianuarie 2007 (Sydney). Jon Spencer a fost un istoric consultant pentru film.
O ediție broșată a cărții a fost publicată de Continuum pe 14 iunie 2007
Relația Austen-Lefroy  a fost, de asemenea, utilizată ca bază pentru Jane și Tom: Adevărata Mândrie și Prejudecată, o piesă de teatru radiofonică de Elizabeth Lewis. Acesta a fost prima dată difuzată pe 1 iunie 2007, interpretată de Jasmine Hyde ca Austen și Andrew Scott ca Lefroy, împreună cu Penny Downie ca Doamna Austen, Jane Whittenshaw ca d-na Lefroy, Rachel Atkins ca Anne Lefroy, Lynne Seamore ca Cassandra Austen, Keiron Sine ca John Warren, și Manon Edwards ca Ellen, și regizat de Celia De Wolff.